# Homer Glen
Homer Glen är en ort (village) i Will County, i delstaten Illinois, USA. Enligt United States Census Bureau har orten en folkmängd på 24 365 invånare (2011) och en landarea på 57,4 km².